# Charlotte von Mahlsdorf

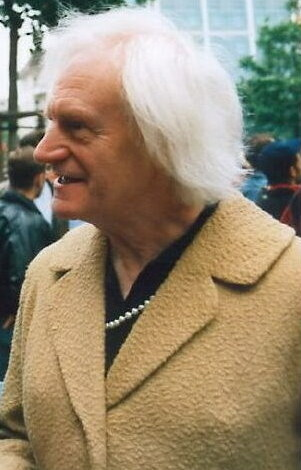
Charlotte von Mahlsdorf bei der Christopher-Street-Day-Parade 1994 in Berlin

Charlotte von Mahlsdorf (bürgerlich: Lothar Berfelde) (* 18. März 1928 in Berlin-Mahlsdorf; † 30. April 2002 in Berlin) war eine deutsche Museumsleiterin. Sie war Gründerin und langjährige Leiterin des Gründerzeitmuseums in Berlin-Mahlsdorf. Von Mahlsdorf war eine Transfrau, die bei ihrer Geburt den Geschlechtseintrag „männlich“ erhielt. Als Charlotte von Mahlsdorf führte Berfelde das Pronomen sie. Ihre Autobiografie Ich bin meine eigene Frau wurde 1992 von Rosa von Praunheim unter gleichen Titel verfilmt. Dadurch wurde das Berliner Original von Mahlsdorf deutschlandweit bekannt und gilt seit jeher als eine Ikone der LGBT-Bewegung.

## Leben

### Kindheit und Jugend
Charlotte von Mahlsdorf wurde als Sohn von Max Berfelde und Gretchen Berfelde, geborene Gaupp, geboren und Lothar genannt. Sie hatte zwei Geschwister. Laut Selbstaussage interessierte sie sich bereits als Kind für Mädchenkleider und „alten Kram“, fühlte sich als Mädchen und begann 13-jährig, dem Kreuzberger Trödelhändler Max Bier beim Ausräumen von Wohnungen zu helfen. Dabei erwarb sie einzelne Stücke für sich selbst.
Der Vater war Ende der 1920er Jahre in die NSDAP eingetreten und zeitweilig politischer Leiter in Mahlsdorf. 1942 drängte er Lothar zum Eintritt in die Hitlerjugend. Zwischen beiden gab es oft Streit, der eskalierte, nachdem die Mutter 1944 die Familie verlassen hatte. Der Vater bedrohte den Sohn mit seinem Dienstrevolver. Infolgedessen erschlug Lothar den Vater mit einem Nudelholz im Schlaf. Nachdem er einige Wochen in der Psychiatrie zugebracht hatte, wurde er im Januar 1945 von einem Berliner Gericht als „asozialer Jugendlicher“ zu vier Jahren Jugendgefängnis verurteilt.

### Nach 1945

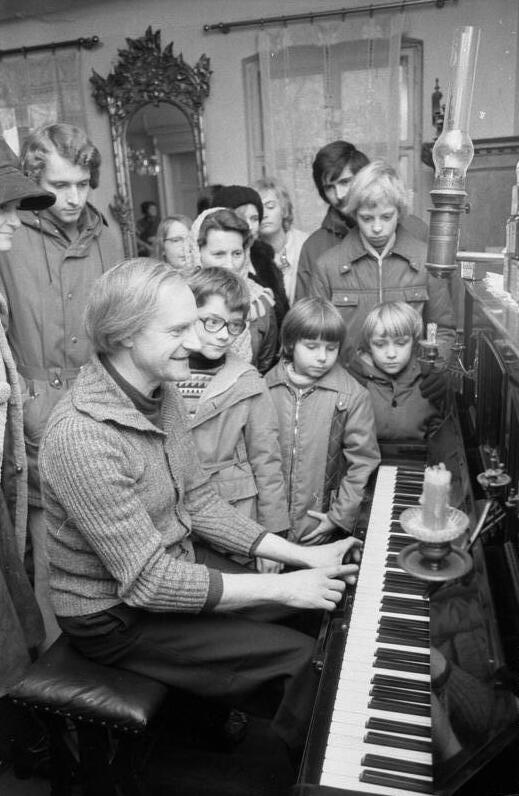
Charlotte von Mahlsdorf mit jugendlichen Besuchern des Gründerzeitmuseums, 1977

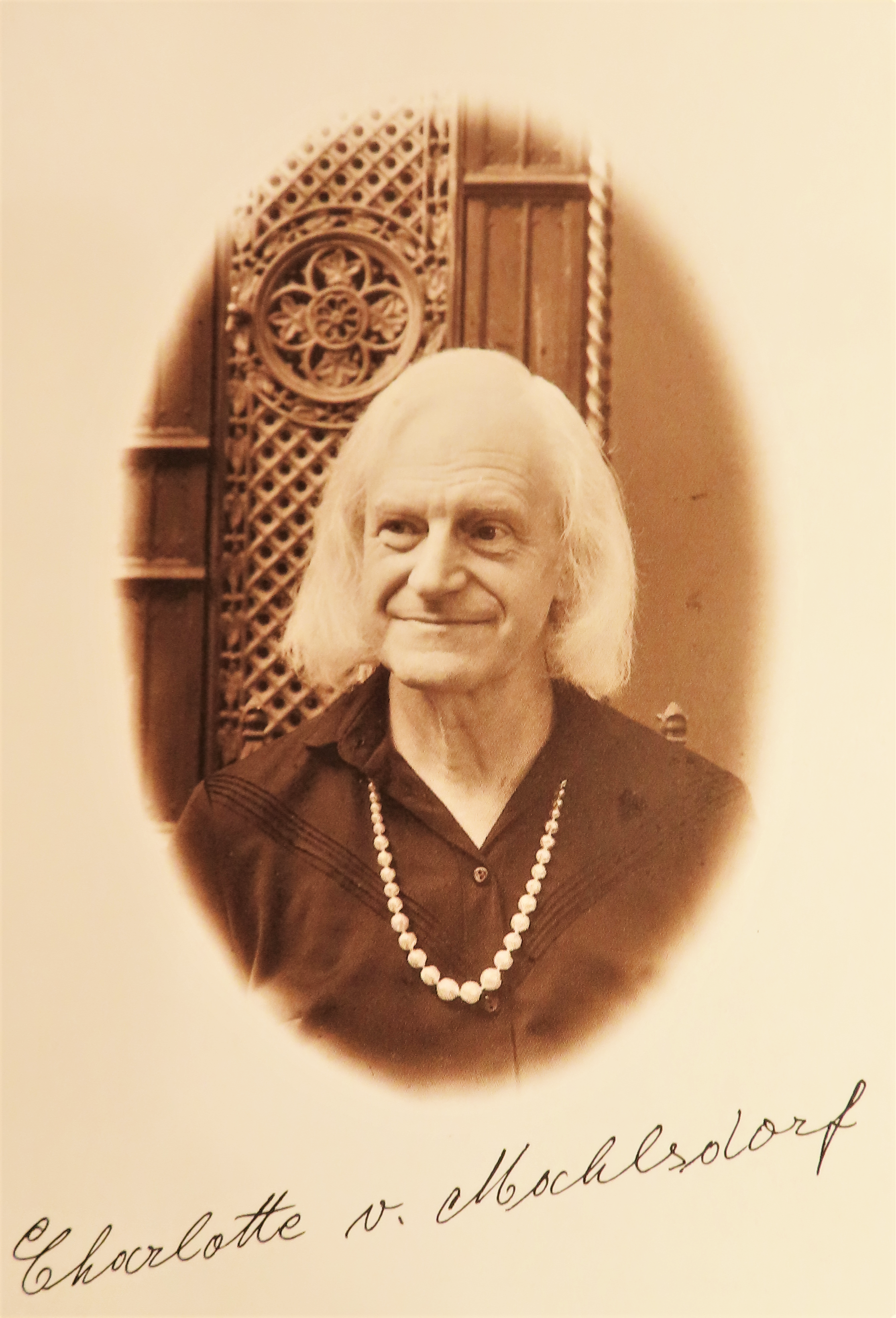
Autogrammkarte

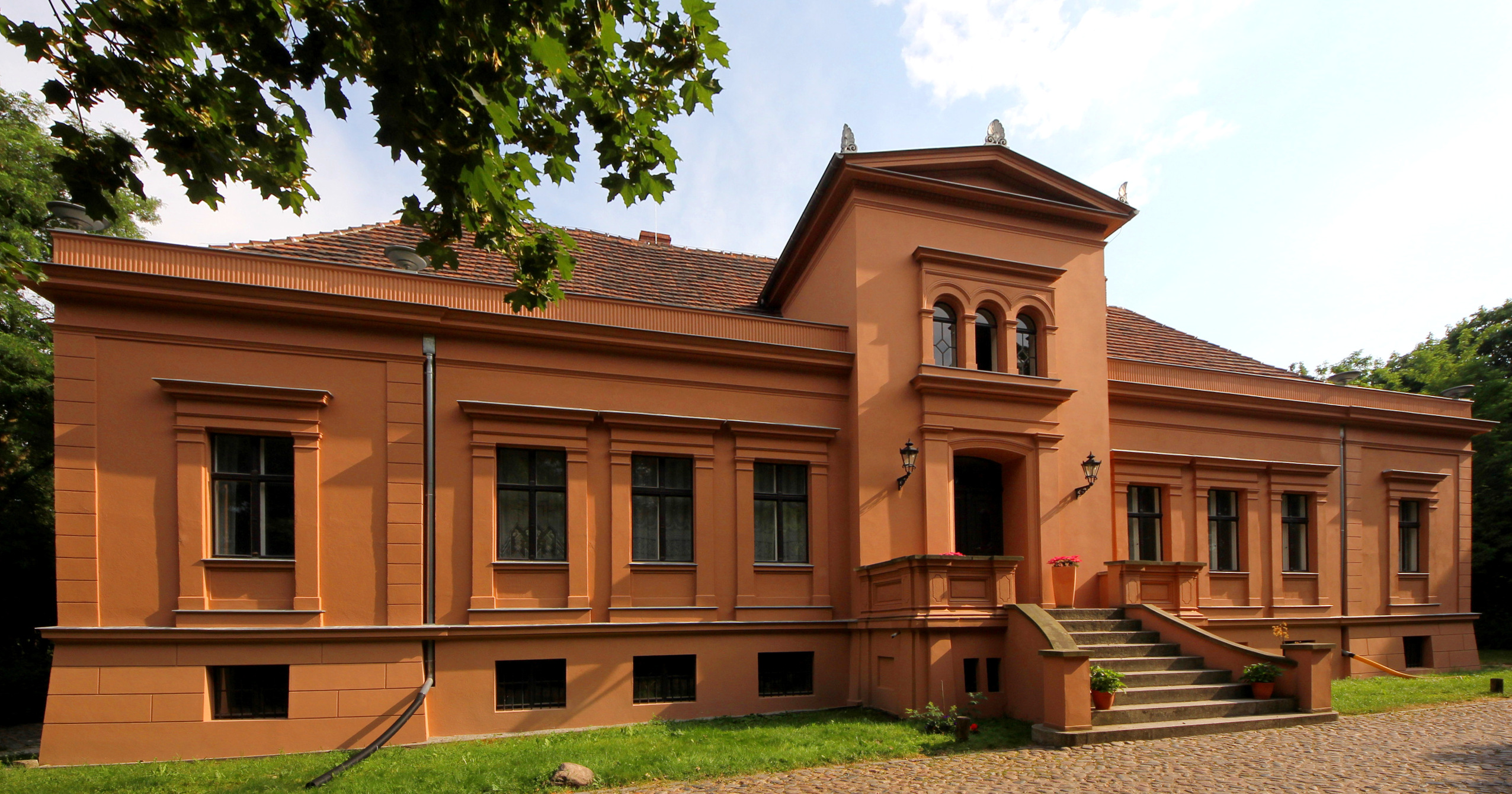
Gutshaus Mahlsdorf mit Gründerzeitmuseum

Nach Ende der NS-Herrschaft kam Lothar frei, arbeitete als Trödler und kleidete sich weiblich. Aus „Lothar“ wurde „Lottchen“, sie liebte Männer und wurde später zur stadtbekannten Figur „Charlotte von Mahlsdorf“ (ab 1994 ihr offizieller Künstlername). Sie begann, Haushaltsgegenstände zu sammeln, plünderte aus zerbombten Häusern historische Alltagsgegenstände und lebte vom Verkauf von Möbeln.
Von 1946 bis 1948 bewahrte sie das verwaiste Schloss Friedrichsfelde (im gleichnamigen Ost-Berliner Ortsteil) vor Vandalismus, indem sie dort mit ihrer Sammlung einzog, Instandsetzungsarbeiten an dem Gebäude durchführte, Flüchtlinge und Vertriebene aufnahm und Führungen veranstaltete.
Aus der langsam wachsenden Sammlung entstand 1959/60 das „Gründerzeitmuseum“, das sie im Gutshaus Mahlsdorf unterbrachte. Von Mahlsdorf hatte sich für den Erhalt des vom Abriss bedrohten Gebäudes eingesetzt, das ihr schließlich mietfrei überlassen wurde. Das Museum von Alltagsgegenständen der Gründerzeit eröffnete sie 1960 in dem teilrekonstruierten Haus. Sie rettete die letzte vollständig erhaltene Berliner Kneipe des Scheunenviertels, die Mulackritze, vor dem Abriss und richtete sie im Untergeschoss des Gutshauses Mahlsdorf im Originalzustand ein. Damit erlangte sie Bekanntschaft in Künstler- und Homosexuellenkreisen; ab 1974 fanden dort Zusammenkünfte und Feste der Homosexuellen Interessengemeinschaft Berlin (HIB) statt. Seit 1972 stand das Gutshaus unter Denkmalschutz, 1974 kündigten die Behörden an, das Museum zu verstaatlichen, worauf Charlotte von Mahlsdorf begann, ihren Besitz an Besucher zu verschenken.
Dank des Engagements der Schauspielerin Annekathrin Bürger und des Rechtsanwalts Friedrich Karl Kaul und möglicherweise auch durch von Mahlsdorfs Verpflichtung als Inoffizieller Mitarbeiter des Ministeriums für Staatssicherheit wurde die Verstaatlichung nicht vollzogen, und Charlotte von Mahlsdorf durfte das Museum behalten.
Im Jahr 1989 hatte sie einen Gastauftritt als „Bardame“ in dem Film Coming Out von Heiner Carow.

### Umzug nach Schweden nach der Wende und Ehrung in der Bundesrepublik
1991 überfielen etwa 70 Neonazis ihr Frühlingsfest der Lesben und Schwulen auf dem Gutshof und verletzten mehrere Teilnehmer. Einer der Rechtsradikalen hielt mit vorgehaltener Pistole eine Gruppe von etwa 80 Gästen in Schach. Zu dieser Zeit kündigte von Mahlsdorf an, Deutschland zu verlassen. 1992 wurde sie vom deutschen Staat mit dem Bundesverdienstkreuz geehrt. Der Entschluss wegzuziehen sorgte dafür, dass sie 1995 das letzte Mal Besucher durch das Gründerzeitmuseum führte, ehe sie 1997 nach Porla Brunn in Schweden umsiedelte. Dort eröffnete sie in einer Gründerzeitvilla, die sie erworben hatte, ein neues Jahrhundertwendemuseum, die Villa Hamilton. Nach ihrem Tod 2002 weigerte sich die schwedische Regierung, das Haus zu übernehmen und versteigerte das Haus, während die Sammlung zurück nach Deutschland ging.
Unterdessen kaufte das Land Berlin das Gründerzeitmuseum in Mahlsdorf. Es wurde 1997 vom Förderverein Gutshaus Mahlsdorf e. V. wiedereröffnet und ab 2008 aus Mitteln der Lottostiftung Berlin umfassend saniert. Heute beherbergt es die umfangreichste Sammlung von Gegenständen der Gründerzeit. Neben der Dauerausstellung finden im Gutshaus Trauungen und Kulturveranstaltungen statt.

### Tod und Andenken

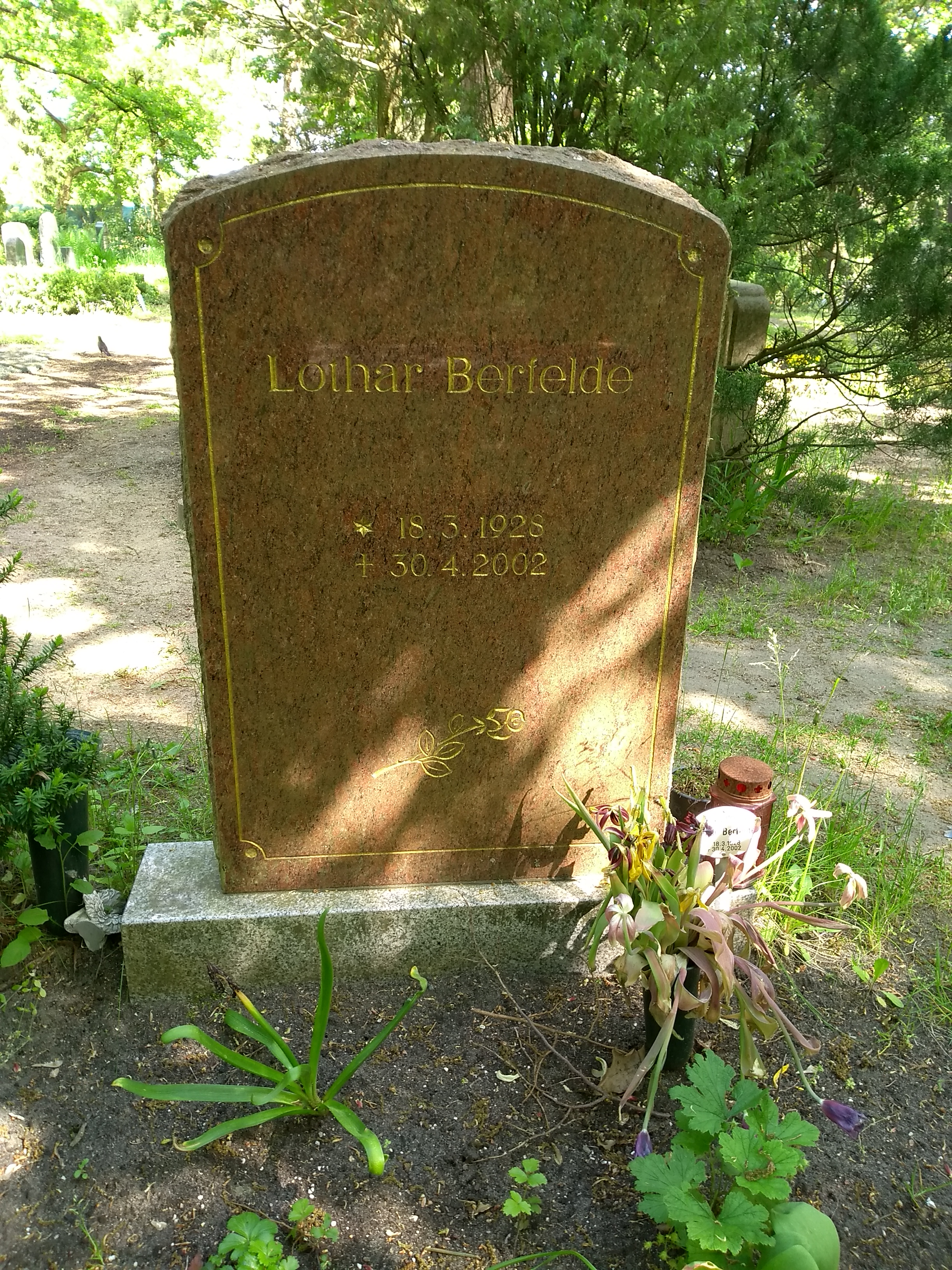
Grab auf dem Waldkirchhof Berlin-Mahlsdorf

Am 30. April 2002 starb Charlotte von Mahlsdorf während eines Berlinbesuches an einem Herzinfarkt. Sie wurde auf dem Evangelischen Waldkirchhof Mahlsdorf an der Rahnsdorfer Straße neben ihrer Mutter, Gretchen Berfelde, beigesetzt. Die Grabstätte befindet sich in der Abt. W 402/403/404.
Für ihr Wirken als Begründerin einer bedeutenden Sammlung zur Gründerzeit, aber auch für ihr öffentliches Auftreten als Transfrau und bekennende Masochistin wie auch für die Thematisierung der Verfolgung Homosexueller im Dritten Reich und der DDR wurde nach einer vom Förderverein Gutshaus Mahlsdorf und der Interessengemeinschaft Historische Friedhöfe Berlin ins Leben gerufenen Spendenaktion ein Gedenkstein für Charlotte von Mahlsdorf im Mahlsdorfer Gutspark aufgestellt. Dieser sollte nach dem Willen der Organisatoren die Inschrift „Ich bin meine eigene Frau – Charlotte von Mahlsdorf – 18. März 1928 – 30. April 2002“ tragen. Die Angehörigen Charlotte von Mahlsdorfs wandten sich gegen die Formulierung. Da die Nachlassfrage nicht geklärt war und der Förderverein fürchtete, Gegenstände aus dem Museum könnten als Erbe eingefordert worden, gab man nach, und die Tafel erhielt den Text „Lothar Berfelde, 1928–2002, genannt Charlotte von Mahlsdorf. Dem Museumsgründer zur Erinnerung“.
Nach einem Beschluss des Bezirksamtes Marzahn-Hellersdorf wurde am 17. März 2018 eine Straße in einem neuen Eigenheimgebiet Charlotte-von-Mahlsdorf-Ring benannt. Die kleine Straße liegt schräg gegenüber dem Gründerzeitmuseum.
In der nachträglichen Gesamtschau und Rezeption des Lebens von Charlotte von Mahlsdorf, aber auch bereits zu ihren Lebzeiten, fanden vereinzelte kritische Stimmen und Einordnungen wenig öffentlich Diskurseingang als auch Beachtung. Verwiesen sei beispielhaft auf Zitate und Bewertungen in einem zu ihren Lebzeiten publizierten Artikel der Berliner Zeitung, in dem Geschwister von Berfeldes, Historiker und regionale Zeitzeugen ihre „Sicht der Dinge“ preisgeben.

## Ehrungen
- 1992: Bundesverdienstkreuz am Bande
- 2003: Gedenkstein vor dem Gründerzeitmuseum Mahlsdorf
- 2018: Charlotte-von-Mahlsdorf-Ring in Berlin-Mahlsdorf

## Bücher von und über Charlotte von Mahlsdorf
- Ich bin meine eigene Frau. Lothar, geboren 1927, Konservator. In: Ganz normal anders. Auskünfte schwuler Männer. Hrsg. v. Jürgen Lemke, Aufbau-Verlag, Berlin 1989, ISBN 3-351-01455-4
- Charlotte von Mahlsdorf: Ich bin meine eigene Frau. Hrsg. v. Peter Süß. Edition diá, Berlin 1992, ISBN 3-86034-109-X; DTV, München 1995, ISBN 978-3-423-20748-5; E-Book: Edition diá 2012, ISBN 978-3-86034-504-7 (Epub), ISBN 978-3-86034-604-4 (Mobi). (Leseprobe auf ebookstr.e-bookshelf.de)
- Charlotte von Mahlsdorf, Peter Süß: Ab durch die Mitte. Edition diá, Berlin 1994, ISBN 3-86034-133-2; DTV, München 1997, ISBN 978-3-423-20041-7.
- Gabriele Brang: Berliner Köpfe. Charlotte von Mahlsdorf. Berlin 2004, ISBN 3-89773-125-8.
- Peter Süß: Nichts darf sinnlos enden! Über Charlotte von Mahlsdorf und das Theaterstück „Ich bin meine eigene Frau“. Edition diá, Berlin 2006, ISBN 978-3-86034-159-9.
- Charlotte von Mahlsdorf: Ich bin meine eigene Frau. Hrsg. v. Peter Süß. Jaron Verlag, Berlin 2024. ISBN 978-3-89773-894-2.

## Verfilmung ihrer Biografie
Der Regisseur Rosa von Praunheim verfilmte 1992 ihr Leben unter dem Titel ihrer Autobiografie Ich bin meine eigene Frau.

## Filme
- Charlotte in Schweden, Kurzfilm von Rosa von Praunheim 2001
- Charlotte, Kurzfilm von John Edward Heys 2009
- Sonntagskind. Erinnerungen an Charlotte von Mahlsdorf, Dokumentarfilm von Carmen Bärwaldt 2018

## Bühnenstücke
Der amerikanische Autor Doug Wright hat basierend auf mit Charlotte von Mahlsdorf geführten Interviews sowie ihrer Autobiografie das Theaterstück I Am My Own Wife verfasst, das 2004 sowohl den Pulitzer-Preis als auch den Tony Award als „Best Play“ gewann. Am 1. Juni 2006 wurde Doug Wright für sein Theaterstück I Am My Own Wife mit dem Kulturpreis Europa ausgezeichnet.
Die Aufführung des amerikanischen Stückes unter dem Titel „I Am My Own Wife“ wurde der amerikanischen Produktion aus Titelschutzgründen in Deutschland vom Rechteinhaber, dem Berliner Verlag Edition diá, der die Rechte an dem deutschen Titel hält, wegen Verwechslungsgefahr mit dem Originaltitel der Autobiografie untersagt.
Am 9. September 2007 hatte am Berliner Renaissance-Theater die deutsche Fassung des amerikanischen Stückes („I Am My Own Wife“) unter dem Titel Ich mach ja doch, was ich will Premiere.
Peter Süß, der Charlotte von Mahlsdorfs Erinnerungen herausgab sowie mit ihr den Berliner Stadtführer Ab durch die Mitte erarbeitete, hat ein eigenes Drama zur Vita Charlotte von Mahlsdorfs verfasst. Es trägt wie die Autobiographie den Titel Ich bin meine eigene Frau und wurde am 26. März 2006 am Schauspiel Leipzig uraufgeführt.